# 天下無雙流 (櫻場系)
天下無雙流（てんかむそうりゅう）とは、櫻場采女正藤原廣政が創始した捕手術の流派である。肥後国で学ばれていた。

## 歴史
流祖は櫻場采女正藤原廣政。天正十一年十一月（1583年12月15日）に、出羽国秋田群日山庄にて摩利支尊天が老翁に化して現れ、数十ヶ條の捕手と無比無類兵法を櫻場采女正に伝えたことが始まりである。慶長頃に、禁内裏（帝）より天下無雙流という流儀の名前を賜ったとされる。慶長十六年（1611年）に弟子の花田九太夫が相伝した。
櫻場采女正は肥後国で教授しており、細川三斎（細川忠興）も学んでいた。
主に肥後国(熊本)で学ばれていた捕手術であるが、幕末に肥後の松本英之輔が栃木県下都賀郡に天下無双流捕手(櫻間流)と片山伯耆流居合を伝えたことから、同地や隣接する結城郡でも学ばれた。松本が伝えた系統は他の天下無雙流と体系が大きく異なっており、また流名も夢想流や桜間流柔術とも書かれる。明治時代に武術の通信教授を行ったことで知られる帝国尚武会の野口潜龍軒は、松本が伝えた夢想流を修行しており神道六合流の初期に教えていた形や後に定めた制定基本型の母体となった。
1902年(明治35年)、柔術6流で協議した肥後流体術の制定に天下無双流師範が関わっている。

## 系譜
ここでは、一例として肥後系の伝書に書かれた一部の系譜を記す。
カッコ内は、相伝した日付である。
櫻場の門下には花田の他に細川三斎がいる。
- 櫻場采女正藤原廣政
- 花田九太夫入道宗祗藤原勝盛（慶長十六年三月）
- 牛島文太夫藤原有利　　　　（寛文二年三月）
- 井上半内藤原勝重　　　　　（延宝五年七月）
- 丸山傳助藤原重次　　　　　（元禄七年六月）
- 松山南無右衛門藤原光安　　（正徳元年七月）
- 山代八十右衛門藤原光信　　（享保十六年六月）
- 川端八和太源正武　　　　　（宝暦十二年七月）

川端八和太以降の系譜
- 川端八和太源正武
  - 川端連太夫源正永
    - 池田壽八源正直
    - 立山仙蔵藤原久在（安永五年五月）
      - 武藤傳兵衛太神貞雪（享和三年正月）
        - 武藤勘四郎太神惟雪（天保九年十月）
          - 林勝左衛門（天保十二年正月）

      - 松本儀左衛門
        - 松本治郎右衛門
          - 松本英之輔（下都賀郡や結城郡に伝える。）

  - 荘林辨助藤原一高（文化三年正月）
    - 荘林覚兵衛藤原一義（天保五年十一月）
    - 三浦久次（天保十一年）
    - 兼丸肇吾

## 流派の内容
天下無双流は、三十五箇条の捕手術（体術）と手棒、捕縄術、捕手に用いる道具、抵（当身）からなる。
系統によって形の名前や体系に差異がみられる。一般的に角指と呼ばれる道具は、1鋲のものを千力、2鋲のものを千人力と呼ぶ。
三拾五ヶ條捕手之次第
前引　　　　　　左引
左詰　　　　　　左脇詰
後廻（左右）　　居痿（二手）
行合（二手）　　腰痿
逆手打（左右）　小鷹返（左右）
左行合（三手）　天狗倒
杉倒　　　　　　無手捕
髪搦　　　　　　玄関捕（三手）
相圖捕（二手）　朋ノ間　
一寸詰　　　　　五歩詰
尺八モキ（二手）鐺返
七理引　　　　　向捕
鬼ノ一口　　　　立帰（二手）
三尺間　　　　　壁添
地摺　　　　　　枕定
引分捕　　　　　居胸付
込添（捕替、反橋）
立胸付（二手）
中極意
雲流見
満力　氣息口伝
夜幕
道具
無明、千力、千人力、虎助、大稢、縄
手棒目録
摺込、天地留、小車、開打、一クリ込、月影、乱足、八寸兼、スクミ、押ヘ、團扇、極意ミジン
縄目録　拾五ヶ条

### 抵（当身）

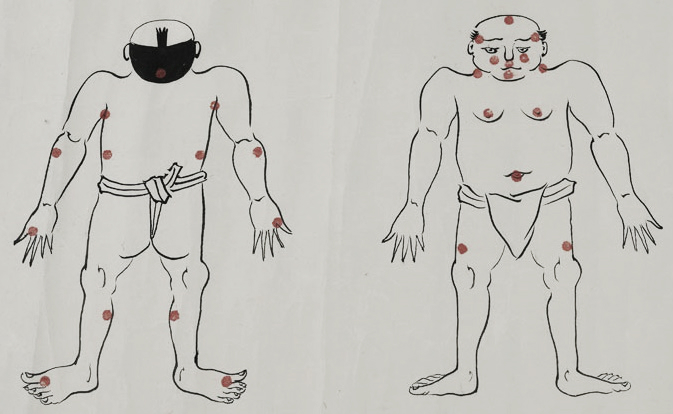
抵目録（当身）の急所図

天下無雙流では、手数三十六ヶ所の当身技を伝えていた。
抵目録（手數　三十六ヶ所）
三向（左右）　飛龍（左右）
後林　　　　　門下（左右）
山上　　　　　亀甲（左右）
手切（左右）　膝當（左右）
毛穴（左右）　骨摧（左右）
戸細（左右）　華前
龍當（左右）　陰之抵
陽之抵
大叓之秘傳
無上　　　　　無明
成夜（左右）　指拂（左右）
陰陽搦　　　　鬼拳
極意害
氣閇、亂鼻、無生

## 當流捕手歌目録
捕手三十五ヶ条の要点を歌で説明したものである。
極意とは常に心の油断なく度の備えを大切にせよ
前引　　前引は敵の手を取り初にて右も左も脇も引くなり
左詰　　抜く太刀をすかさす其手右に取り左で詰て勝を得るなり
左脇詰　抜く太刀をはねて押へて打込を受て投るは左脇詰
後廻　　手を捕て後廻に引くは右、左は右の脇て勝なり
居痿　　右のかた討る時は前にふせ、左へ打も居なゆしといふ
行合　　行合に右の手首とにのへ取、左の膝を打はこけるぞ
腰痿　　行合と同じ心て手首とり腰なゆしとは手心にあり
逆手打　居りたる敵の手を取りふみ越て左も右も逆手打なり
小鷹返　右左あばらに當り手をくぐり後に引は小鷹返よ
左行合　顔當り跪足かひて勝も有、膝にのせるも左行合
天狗倒　後より頭で腰を當りつつ跪足かくは天狗倒ぞ
杉倒　　後ろより敵のほそ首抱しめて、ふするも蹴るも杦倒なり
無手捕　胸ぐらを取れた腕に手を懸て打手を取てこねる無手捕
髪搦　　飛懸り刀抜手をとどむればたぶさからむ手取てかゆるぞ
玄関捕　玄関に出す手を拂ひ抱きたをし引て打あり入て打なり
相圖捕　居ならひて膝と胸とを突も有り逆手に打も相図捕なり
朋ノ間　二刀にて差付る太刀つき拂ひ踏出す足を引けば朋の間
一寸詰　一寸につまる二刀をつき上て打をもむはに取は早業
五歩詰　脇さしでその五歩左りでつきのけこねて勝を得るなり
尺八　　尺八をもぎ取、直に當返し放さぬ時は後廻りよ
鐺返　　居ならびて刀抜かんとするならば小尻返に取てふすべし
七理引　居ならびて胸取うでに諸手かけ先へ出すのは七里引なり
向捕　　打かくる其太刀下に付入りて引て落すは向捕なり
鬼一口　胸取て突脇差の手首取りかゆりて勝は鬼の一口
立帰　　諸手にて胸をつかんて引かつき後こかしは立帰りなり
三尺間　三尺の間へたて飛かかり後廻りと同じ捕ゆふ
壁添　　諸手にて胸を取られて壁に添両耳打て足をかくなり
地摺　　居りたる其間おくへだたりて地すりに腕を取てかゆるぞ
枕定　　ゆうゆうと枕定て寐ながらも刃の下をかゆるこころへ
引分捕　胸ぐらを引分捕に取られなばふみころしたり足を取たり
居胸付　両手にて胸をしつかと取られなば顔に当て引は胸付
込添　　居ならひて胸に手を懸突たるを突放つつ引は込添
捕替　　前を突又取替て突時は身をはなれすに引廻すなり
反橋　　胸取て同く横に突ならば其手を取て跡へそりたり
立胸付　胸付と立胸付とかわれとも立と居るとの替りなりけり